# Jean-Pierre Mabile

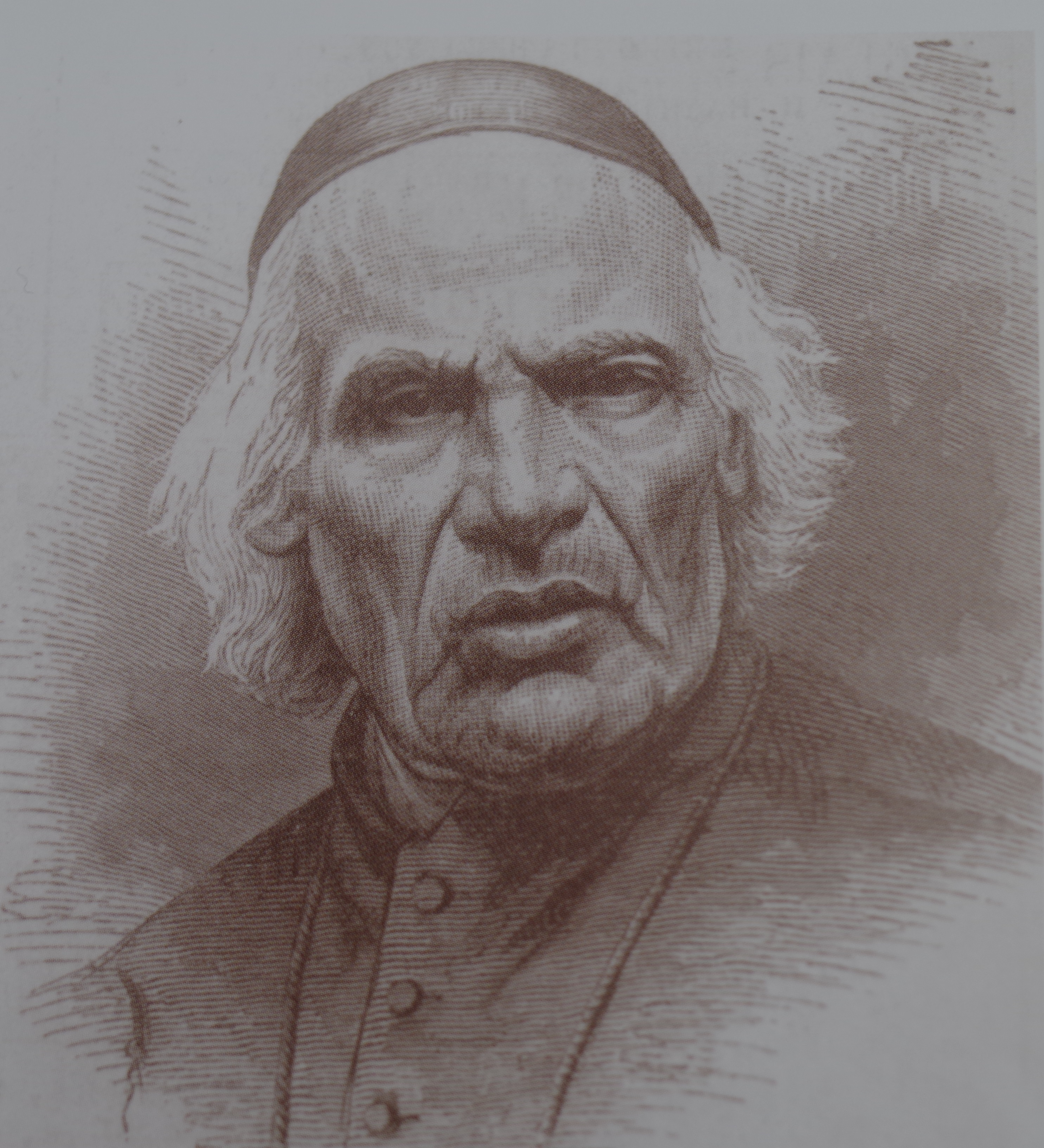
Bischof Jean-Pierre Mabile

Jean-Pierre Mabile (* 20. September 1800 in Rurey; † 8. Mai 1877 in Rom) war ein französischer Bischof.

## Leben
Jean-Pierre Mabile entstammte dem ländlichen Milieu. Er fiel durch seine Intelligenz auf, wurde gefördert und am 19. September 1829 zum Priester geweiht. Er wirkte als Lehrer im Knabenseminar Ornans, von 1833 bis 1837 als Vikar in Gray, als stellvertretender Oberer im Priesterseminar Luxeuil und ab 1838 als Pfarrer in Villersexel. Als sein Landsmann und Kollege Jean-Marie Doney 1844 Bischof von Montauban wurde, nahm er ihn als Generalvikar mit. Als solcher wurde er am 30. Juli 1851 von Präsident Louis-Napoléon Bonaparte zum Bischof von Saint-Claude ernannt und am 11. November in Montauban geweiht. Am 23. Januar 1858 ernannte ihn Napoleon III. zum Bischof von Versailles, wo er am 20. Mai eingeführt wurde. Von Dezember 1869 bis Juli 1870 nahm er am Ersten Vatikanischen Konzil teil. Er starb im Mai 1877 in Rom, wo er an den Feierlichkeiten zum 50. Bischofsjubiläum von Papst Pius IX. teilnehmen wollte. Am 16. Mai 1877 wurde er in der Kathedrale von Versailles beigesetzt.
Bischof Mabile war Offizier der Ehrenlegion.
Sein bischöflicher Wahlspruch lautete in Saint-Claude: Dei virtus („Die Kraft Gottes“) und in Versailles: In cruce virtus („Im Kreuz die Kraft“).

## Veröffentlichungen (Auswahl)
- La Démocratie et l'éducation. P. Oswald, Versailles 1872.
- Application de l'idée chrétienne aux choses de notre temps. Instructions et discours de circonstances. V. Palmé, Paris 1877.
- Le Livre du catholique. Besançon 1901.